# Muhlenbergia racemosa
Muhlenbergia racemosa là một loài thực vật có hoa trong họ Hòa thảo. Loài này được (Michx.) Britton, Stern & Poggenb. mô tả khoa học đầu tiên năm 1888.

## Hình ảnh

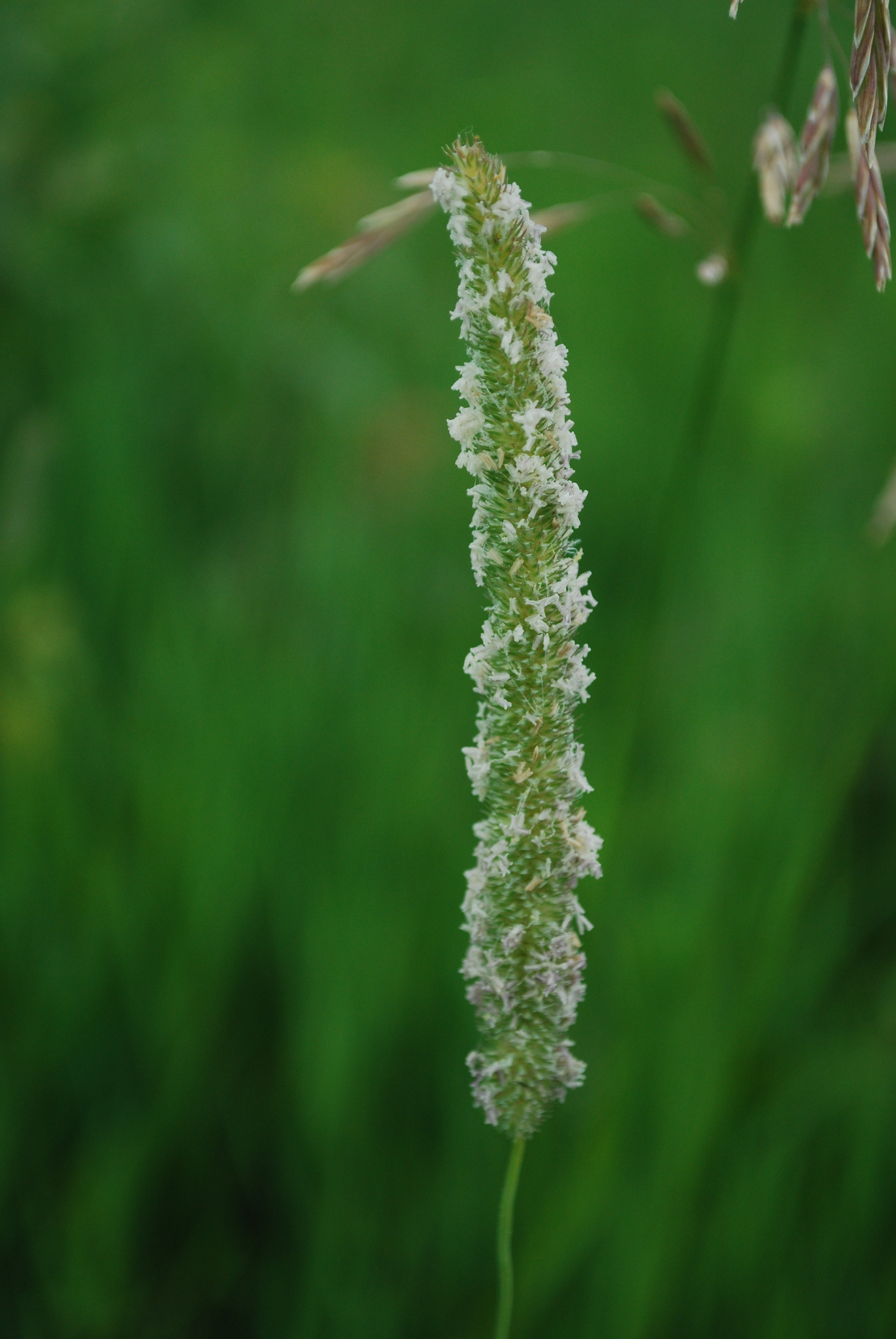
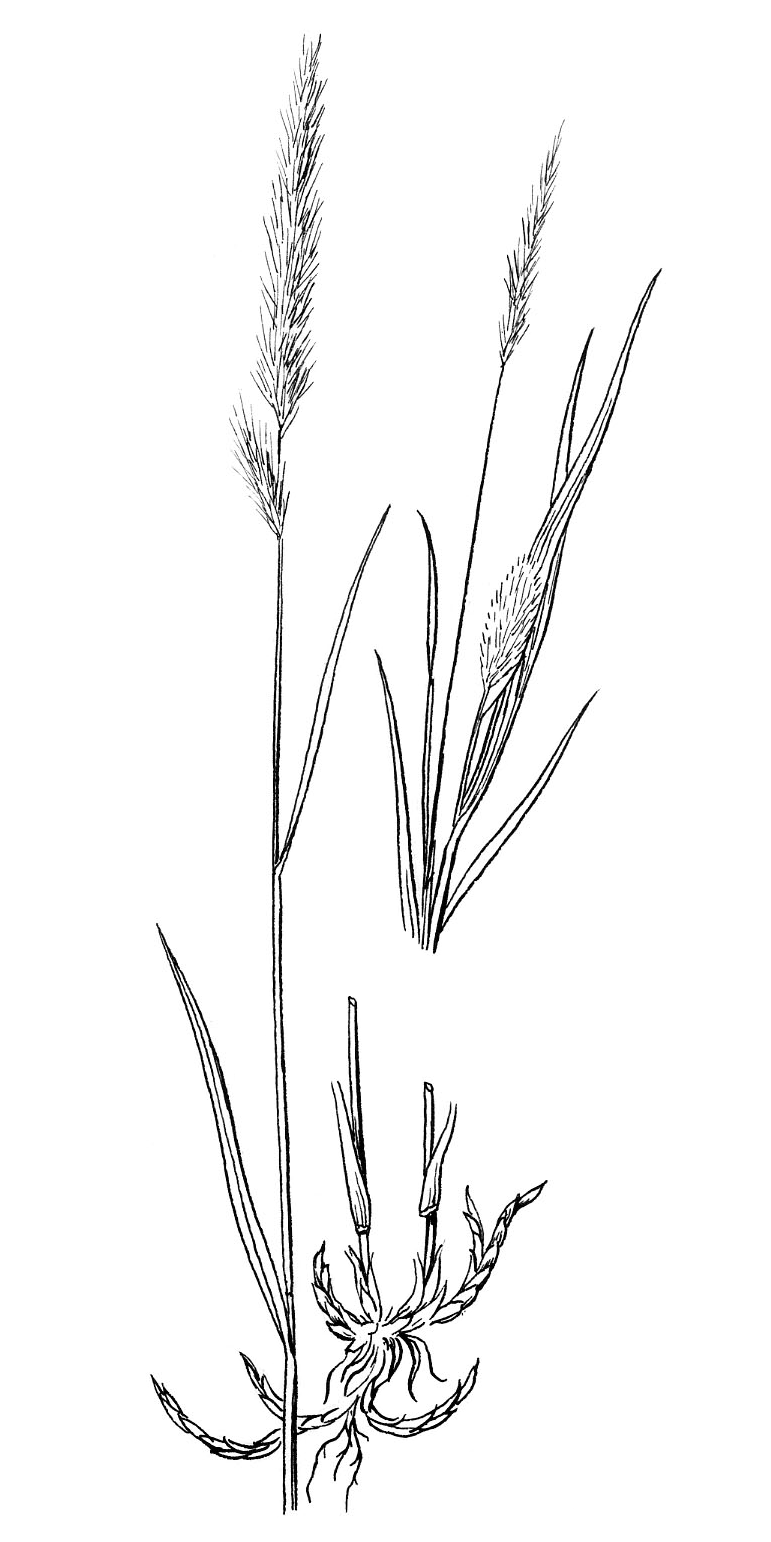
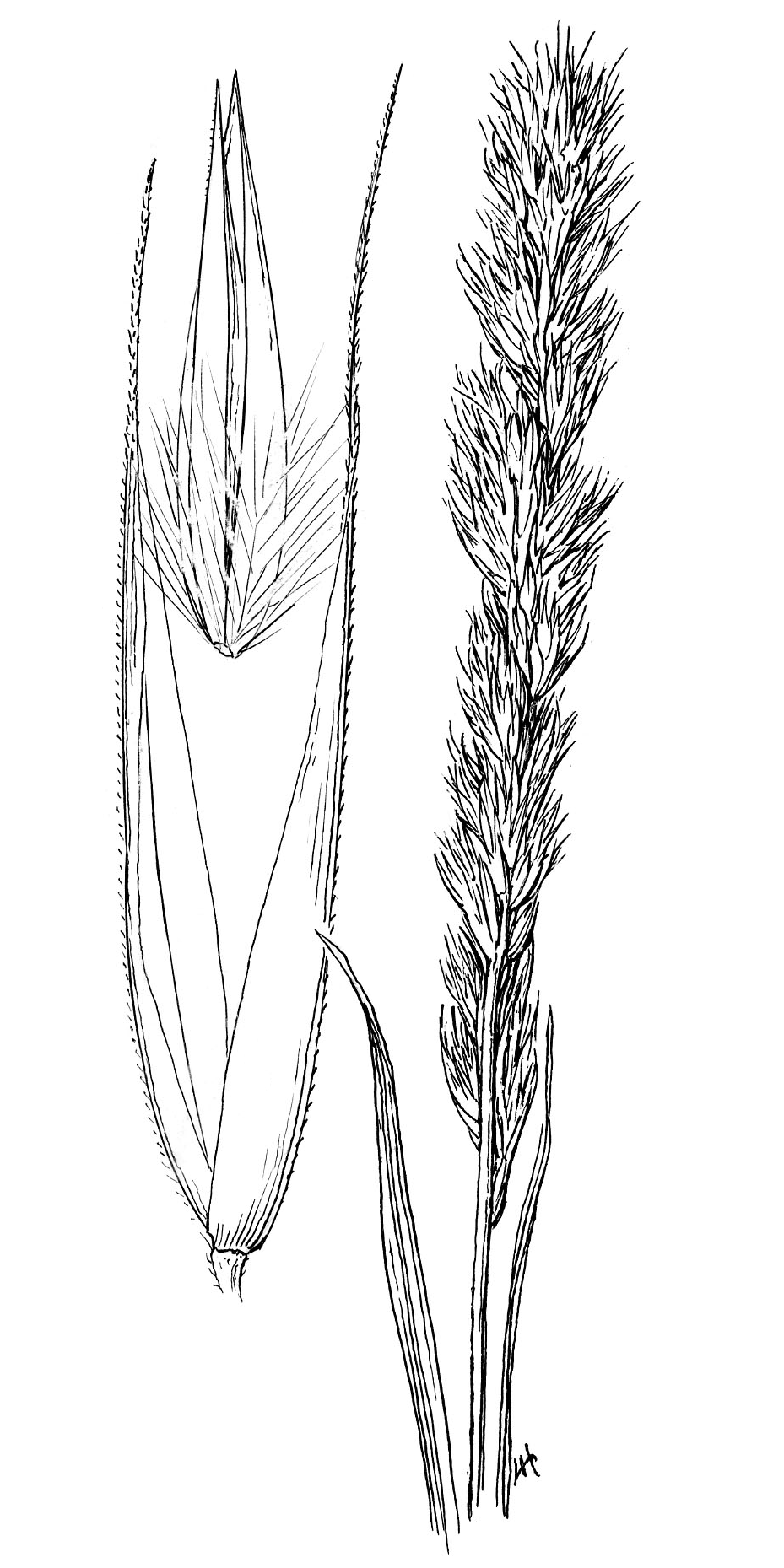
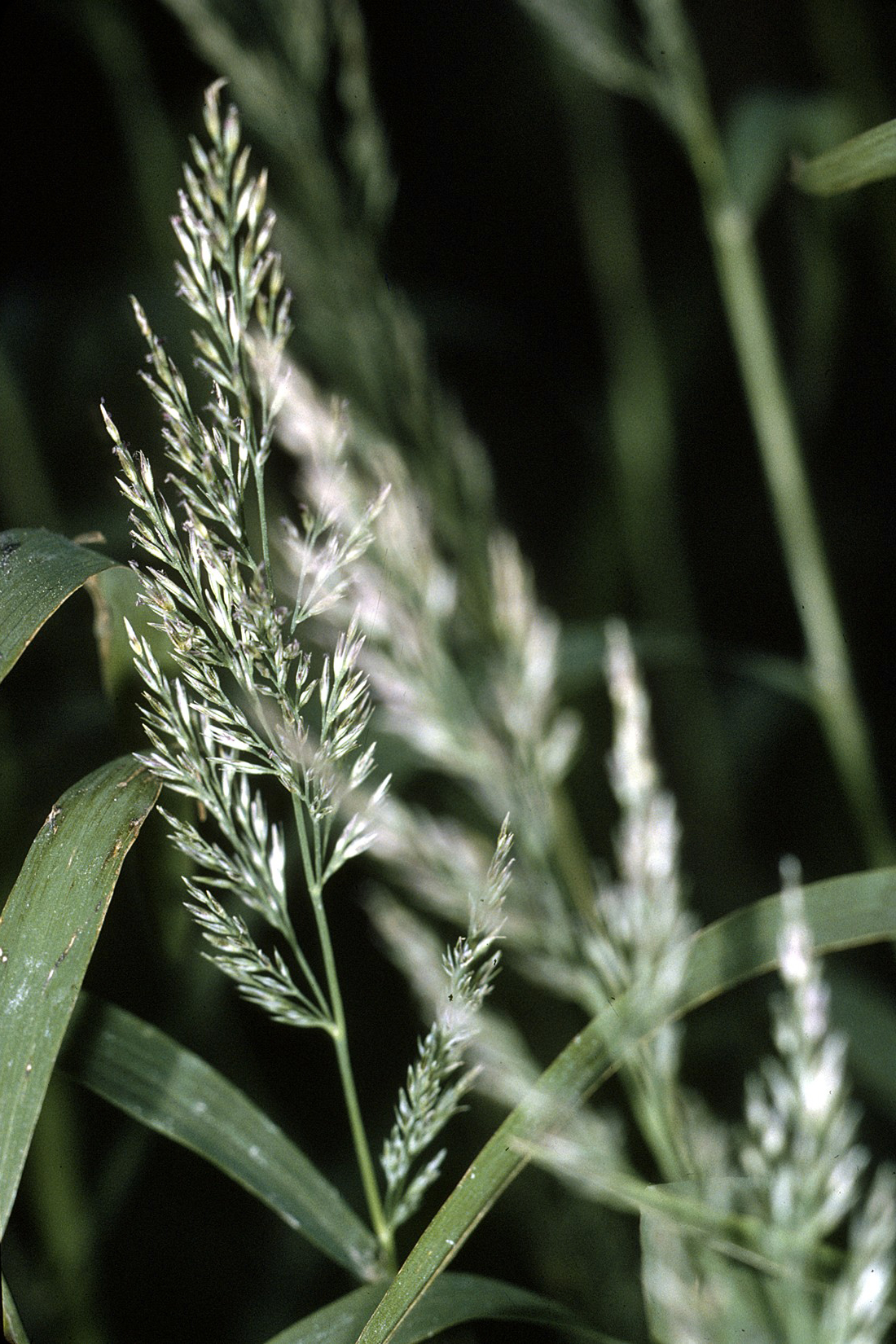